# 信用区間
信用区間（しんようくかん、英: credible interval, CI）または確信区間（かくしんくかん）とは、ベイズ統計学で母集団の真値が含まれることが、かなり確信できる数値範囲のことである。例えば95%CIとは、この範囲に95%の確率で母集団の値が存在すると、確信できることを意味する。
数学的には、θ の 100(1-α)%信用区間とは、
{\displaystyle P\{C|X=x\}=1-\alpha }
を満たすような部分集合Ｃ ⊂ Θ である。
伝統的頻度論での真値は点であり、信頼区間は「範囲内に真の値を含む確率」として理解されるが、ベイズ統計学では真値は確率分布し、信用区間は「真の値が存在する確率範囲」として理解される。
頻度主義統計学でしばしば間違いであると指摘される、「□□の値が a から b の間に入る確率は○%である」との言い方は、ベイズ統計学においては正しい。

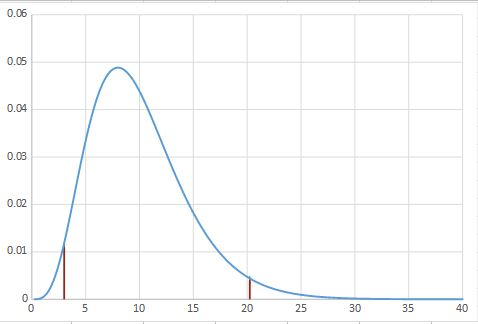
等裾事後信用区間の例：赤縦線の外側はそれぞれ2.5%

等裾事後信用区間（とうきょじごしんようくかん、Equal-tail interval）とは、信用区間を求める際に確率分布の両端を等%ずつ切り落として得られた区間をいう。例えば95%等裾事後信用区間を求める際には、母数の事後確率分布の両端2.5%を切り落とした範囲となる。

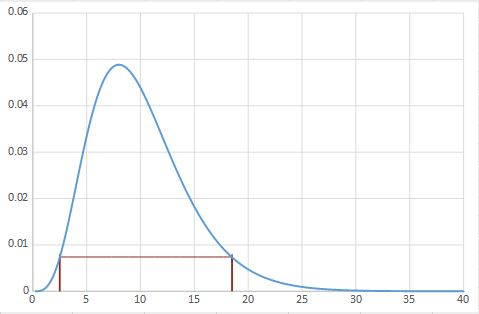
最高事後密度信用区間の例：赤縦線の外側は合わせて5%

最高事後密度信用区間（さいこうじごみつどしんようくかん、Highest posterior density interval）とは、確率分布から分布密度がある値以上をとる区間を切り出した場合に、当該%となる様な区間をいう。非対称分布の場合、これは最も狭い区間となる。例えば95%最高事後密度信用区間を求める際に、下側1％点と上側4%点の高さ（確率密度）が同じであった場合、下側1％未満と上側4%超を切り落とした範囲となる。